# Minecraft – Builders & Biomes
Minecraft – Builders & Biomes mit dem Untertitel A Minecraft Bordgame ist ein Brettspiel des Spieleautors Ulrich Blum, das 2019 bei dem Ravensburger Spieleverlag erschien. Das Spiel baut auf dem erfolgreichen Sandbox-Computerspiel Minecraft auf und nutzt entsprechend grafische und spielerische Elemente aus diesem. Dabei handelt es sich primär um ein Ressourcen-Management- und Aufbauspiel, in das andere Spielmechaniken wie ein Kampfmodus gegen Monster integriert sind.

## Thema und Ausstattung
Minecraft – Builders & Biomes wurde thematisch an das Computerspiel Minecraft angelehnt und spielt entsprechend in einer virtuellen Welt, in der die Spieler in der Rolle von Computerspielfiguren, den Skins, Gebäude bauen und sich gegen zufällig auftauchende Monster verteidigen.
Das Spielmaterial besteht neben einer mehrsprachigen Spielanleitung aus 64 Bauwerk- und Monsterkarten sowie 16 Waffenplättchen, aus denen das Spielfeld ausgelegt wird, einer Blockunterlage, 64 Holzblöcken in fünf Farben (Holz, Sand, Stein, Obsidian und Smaragd), einer Aufbauhilfe für den Ressourcenstapel sowie vier Spielertafeln, vier Spielfiguren, vier Sets aus je fünf Waffenkarten in den Spielerfarben und je einem Erfahrungspunktemarker.

## Spielweise

### Spielvorbereitung
Vor Beginn des Spiels werden die Bauwerk- und Monsterkarten gemischt und verdeckt zu einem Spielfeld von vier mal vier Kartenreihen ausgelegt, wobei jeder der 16 Kartenstapel aus je vier Karten besteht. Jeweils an die Enden der Zeilen und Spalten werden die 16 Waffenplättchen verdeckt ausgelegt. Jeder Spieler wählt je eine der vier Spielertafeln, eine Spielfiguren mit Standfuß sowie ein Set aus fünf Waffenkarten und einem Erfahrungspunktemarker. Die Spielertafel legt der Spieler vor sich aus, der Erfahrungspunktemarker wird auf die Zählleiste auf den Punkt „0“ abgelegt. Die Spielerfiguren werden auf den mittleren Kreuzungspunkt des Spielfeldes gestellt. Mit Hilfe der Aufbauhilfe wird auf der Blockunterlage aus den 64 Bausteinen ein Würfel aufgebaut, wobei die Bausteine zufällig aufgebaut werden.

### Spielablauf
Minecraft – Builders & Biomes wird beginnend mit einem Startspieler (laut Spielregeln derjenige, der „zuletzt Diamanten in Minecraft gefunden hat“ oder alternativ der jüngste Spieler) über eine vorher nicht festgelegte Anzahl Runden gespielt, die jeweils aus zwei Aktionen pro Spieler bestehen. Jeder Spieler, der an der Reihe ist, darf zwei Aktionen aus fünf verschiedenen Optionen durchführen. Dabei darf jede Art von Aktion prinzipiell nur einmal ausgeführt werden.
Der jeweils aktive Spieler kann entsprechend aus den fünf Optionen auswählen und die beiden Aktionen in beliebiger Reihenfolge durchführen. Dabei sind die folgenden Aktionen möglich:
- Bausteine nehmen: der Spieler darf bis zu zwei Bausteine vom Baublock nehmen. Dabei darf er nur Steine auswählen, die frei liegen und bei denen neben der Oberseite auch mindestens zwei Seiten sichtbar sind. Es dürfen Steine der jeweils obersten Lage, aber auch der darunter liegenden Lagen, genommen werden, wenn die Voraussetzungen passen.
- Oberwelt erkunden: der aktive Spieler darf die eigene Figur 0 bis 2 Felder bewegen, wobei als Feld jeweils ein Kreuzungspunkt zwischen den Bauwerk- und Monsterkarten sowie den Waffenplättchen betrachtet wird. Danach werden alle 4 Karten bzw. Plättchen, zwischen denen er seinen Zug beendet, aufgedeckt. Liegen einige davon bereits offen, bleiben sie aufgedeckt, und wenn es keine Karten mehr gibt, werden auch keine nachgefüllt.
- Bauen: Ein Spieler darf ein Gebäude bauen, wenn seine Figur in der Nachbarschaft der entsprechenden aufgedeckten Karte steht und er die notwendigen Rohstoffe für den Bau besitzt. Die grünen Smaragdbausteine können dabei beliebig für eine jeweils andere Farbe eingesetzt werden. Wird ein Bauwerk gebaut, platziert der Spieler die Karte an einer beliebigen Stelle auf seiner Spielertafel und kann dabei auch andere Bauwerke überbauen. Sind auf dem neu errichteten Bauwerk Erfahrungspunkte angegeben, kann der Spieler diese direkt abrechnen.
- Monster angreifen: Ein Spieler darf ein Monster angreifen, wenn seine Figur in der Nachbarschaft der entsprechenden aufgedeckten Monsterkarte steht. Entscheidet er sich für den Kampf, mischt er seine Waffenkarten und deckt die der obersten Karten auf. Entsprechen oder übersteigen diese die Anzahl der Herzen (Lebenspunkte) des Monsters, ist dieses besiegt und er nimmt es zu sich, im anderen Fall bleibt es offen liegen. Die auf dem besiegten Monster angegebenen Erfahrungspunkte kann der Spieler direkt abrechnen. Zusätzlich kann eine Monsterkarte ein „Fleisch“-Symbol oder ein Symbol für die Endwertung zeigen. Hat ein Monster ein „Fleisch“-Symbol, kann es jederzeit für einen beliebigen weiteren Zug abgegeben werden, wobei der Spieler dann auch eine Option wählen darf, die er im laufenden Zug bereits einmal genutzt hat.
- Waffe nehmen: Ein Spieler darf eine Waffe nehmen, wenn seine Figur in der Nachbarschaft des entsprechenden aufgedeckten Waffenplättchens steht. Dabei kann es sich um verschiedene Typen von Waffen handeln: Schwerter, Bögen (die es erlauben, im Kampf ein weiteres Plättchen aufzudecken), eine Goldhacke (die dem Spieler zwei zusätzliche Erfahrungspunkte bringt), eine Spitzhacke (durch die der Spieler zusätzlich einen Baustein erhält) oder TNT-Sprengstoff (mit einer großen Angriffskraft, das jedoch nur einmal im Spiel genutzt werden kann).

Jeweils nachdem eine der ersten drei Lagen des Baublocks komplett abgebaut ist, kommt es zu einer der drei Wertungen. Diese folgen den Wertungskarten A bis C, wobei bei der ersten Wertung (A) die jeweils benachbarten Biomtypen gewertet werden, bei der zweiten Wertung (B) die Rohstofftypen der Gebäude und bei der dritten Wertung (C) die Bauwerktypen.

### Spielende und Wertung
Das Spiel endet direkt nach der dritten Wertungsrunde mit einer Endwertung, bei der noch die Monsterkarten gewertet werden, die ein Symbol für die Endwertung aufweisen. Diese geben jeweils eine feste Anzahl Siegpunkte für bestimmte Gebäude oder Biome. Der Spieler, der am Ende der Schlusswertung die meisten Punkte hat, gewinnt das Spiel. Bei Gleichstand gewinnt der Spieler, der noch die meisten Blöcke im eigenen Vorrat übrig hat, und gibt es dann noch immer einen Gleichstand, gewinnen alle daran Beteiligten.

## Veröffentlichung und Rezeption
Das Spiel Minecraft – Builders & Biomes wurde von dem deutschen Spieleautor Ulrich Blum entwickelt und erschien 2019 zu den Internationalen Spieletagen in Essen beim Ravensburger Spieleverlag in einer multilingualen sowie in einer englischen Version. Die Entwicklung erfolgte in Zusammenarbeit mit Mojang und Microsoft, die die Rechte an dem Minecraft-Computerspiel haben.

## Belege
1. 1 2 3 4 5 6 7 8  Minecraft – Builders & Biomes, Spieleanleitung, Ravensburger 2019.
2. ↑  Minecraft – Builders & Biomes, Versionen bei BoardGameGeek. Abgerufen am 11. März 2020.